# Giải vô địch bóng đá Đông Nam Á 2008
Giải vô địch bóng đá Đông Nam Á 2008 là lần thứ 7 của Giải vô địch bóng đá Đông Nam Á do Liên đoàn bóng đá Đông Nam Á (AFF) tổ chức tại Indonesia và Thái Lan. Đây là lần đầu tiên hãng Suzuki đóng vai trò nhà tài trợ chính cho giải đấu bóng đá lớn nhất khu vực Đông Nam Á, do vậy giải đấu lần này còn được gọi là AFF Suzuki Cup 2008. Vòng chung kết của giải được tổ chức tại Indonesia (bảng A) và Thái Lan (bảng B) từ ngày 5 đến 10 tháng 12 năm 2008, trong khi vòng đấu loại trực tiếp theo thể thức hai lượt diễn ra từ ngày 16 đến 28 tháng 12 năm 2008.
Đương kim vô địch Singapore đã không thể bảo vệ thành công chức vô địch sau khi để thua Việt Nam ở vòng bán kết với tổng tỉ số 0−1. Đội tuyển Việt Nam sau đó đã giành chức vô địch đầu tiên trong lịch sử sau khi đánh bại đội tuyển Thái Lan ở hai lượt trận chung kết với tổng tỉ số 3–2. Chiến thắng có phần bất ngờ của Việt Nam được trang thông tin điện tử Goal.com xếp vào 10 sự kiện bóng đá châu Á năm 2008, cũng như được độc giả Vietnamnet bình chọn là một trong 10 sự kiện nổi bật của Việt Nam trong năm.

## Tổ chức giải đấu
Theo kế hoạch ban đầu, quyền đăng cai vòng bảng của giải đấu lần này sẽ được trao cho Myanmar theo một hệ thống cho phép tất cả các quốc gia ASEAN lần lượt được tổ chức giải, nhưng họ đã phải từ bỏ kế hoạch do các cuộc biểu tình chống chính phủ tại Myanmar diễn ra vào tháng 8 năm 2007. Tại kỳ họp thứ ba của Liên đoàn bóng đá Đông Nam Á (AFF) diễn ra tại Bali, Indonesia và Thái Lan vượt qua các ứng cử viên khác để thay thế Myanmar tổ chức vòng đấu bảng, với Việt Nam là quốc gia dự phòng trong trường hợp hai nước trên không đáp ứng một số điêu kiện.
10 ngày trước khi vòng chung kết khởi tranh, do cuộc khủng hoảng chính trị tại Thái Lan lan rộng tại Băng Cốc, Hiệp hội bóng đá Thái Lan tuyên bố sẽ chuyển địa điểm tổ chức giải đấu tại Băng Cốc sang Chiang Mai ở miền Bắc quốc gia này hoặc Phuket ở miền Nam, nếu tình hình tiếp tục căng thẳng. Mặc dù Thái Lan tuyên bố vẫn sẽ đảm bảo tổ chức giải, Việt Nam và Malaysia cũng nhanh chóng lên kế hoạch chuẩn bị thay thế nếu tình hình thay đổi vào phút chót. Đến ngày 29 tháng 11 năm 2008, chỉ chưa đầy 1 tuần trước ngày khai mạc giải, ban tổ chức mới quyết định chuyển bảng đấu dự định diễn ra tại Băng Cốc sang Phuket.
Cơ cấu giải thưởng của giải đấu cũng được công bố: đội vô địch sẽ nhận được 100.000 USD, đội á quân 50.000 USD, và 15.000 USD cho hai đội thua ở hai trận bán kết. Nike trở thành hãng cung cấp trang phục chính thức cho giải.

## Địa điểm
| Jakarta                        | Bandung                       | Phuket                          |
| ------------------------------ | ----------------------------- | ------------------------------- |
| Sân vận động Gelora Bung Karno | Sân vận động Si Jalak Harupat | Sân vận động Surakul            |
| Sức chứa: 88.083               | Sức chứa: 27.000              | Sức chứa: 15.000                |
|                                |                               |                                 |
| Băng Cốc                       | Hà Nội                        | Kallang                         |
| Sân vận động Rajamangala       | Sân vận động Quốc gia Mỹ Đình | Sân vận động Quốc gia Singapore |
| Sức chứa: 49.722               | Sức chứa: 40.192              | Sức chứa: 55.000                |
|                                |                               |                                 |

## Trọng tài
Danh sách trọng tài điều khiển các trận đấu:
- Mohamed Hadimin
- Midi Setiyono
- Nafeez Wahab
- Ramachandran Krishnan
- Mohd Salleh
- Cho Win
- Allan Martinez
- Abdul Malik
- Pandian Palaniyandi
- Chaiya Alee
- Phùng Đình Dũng
- Võ Minh Trí

## Vòng loại
Vòng loại diễn ra tại thủ đô Phnom Penh, Campuchia từ ngày 17 đến ngày 25 tháng 10 năm 2008. 5 đội tuyển xếp hạng thấp nhất gồm Brunei, Đông Timor, Campuchia, Lào, và Philippines phải tham dự vòng sơ loại này. Các đội thi đấu theo thể thức vòng tròn tính điểm, chọn ra hai đội nhất và nhì tham dự vòng chung kết.

## Vòng bảng
Tất cả thời gian được liệt kê là UTC+7.

### Bảng A
Tất cả các trận đấu diễn ra tại Indonesia.

| VT | Đội           | ST | T | H | B | BT | BB | HS  | Đ | Giành quyền tham dự     |
| -- | ------------- | -- | - | - | - | -- | -- | --- | - | ----------------------- |
| 1  | Singapore     | 3  | 3 | 0 | 0 | 10 | 1  | +9  | 9 | Vòng đấu loại trực tiếp |
| 2  | Indonesia (H) | 3  | 2 | 0 | 1 | 7  | 2  | +5  | 6 | Vòng đấu loại trực tiếp |
| 3  | Myanmar       | 3  | 1 | 0 | 2 | 4  | 8  | −4  | 3 |                         |
| 4  | Campuchia     | 3  | 0 | 0 | 3 | 2  | 12 | −10 | 0 |                         |

| Singapore                                                     | 5–0 | Campuchia |
| ------------------------------------------------------------- | --- | --------- |
| Casmir 44', 73' · Mustafić 61' (ph.đ.) · Indra 71' · Alam 89' |     |           |

| Indonesia                           | 3–0 | Myanmar |
| ----------------------------------- | --- | ------- |
| Budi 24' · Firman 28' · Bambang 64' |     |         |

| Singapore                 | 3–1 | Myanmar         |
| ------------------------- | --- | --------------- |
| Alam 1' · Casmir 16', 74' |     | Myo Min Tun 28' |

| Campuchia | 0–4 | Indonesia                        |
| --------- | --- | -------------------------------- |
|           |     | Budi 15', 54', 70' · Bambang 76' |

| Myanmar                                              | 3–2 | Campuchia                  |
| ---------------------------------------------------- | --- | -------------------------- |
| Moe Win 29' · Ya Zar Win Thein 35' · Myo Min Tun 85' |     | Sokumpheak 40' · Borey 77' |

| Indonesia | 0–2 | Singapore                   |
| --------- | --- | --------------------------- |
|           |     | Baihakki 3' · Shi Jiayi 50' |

### Bảng B
Tất cả các trận đấu diễn ra tại Thái Lan.

| VT | Đội          | ST | T | H | B | BT | BB | HS  | Đ | Giành quyền tham dự     |
| -- | ------------ | -- | - | - | - | -- | -- | --- | - | ----------------------- |
| 1  | Thái Lan (H) | 3  | 3 | 0 | 0 | 11 | 0  | +11 | 9 | Vòng đấu loại trực tiếp |
| 2  | Việt Nam     | 3  | 2 | 0 | 1 | 7  | 4  | +3  | 6 | Vòng đấu loại trực tiếp |
| 3  | Malaysia     | 3  | 1 | 0 | 2 | 5  | 6  | −1  | 3 |                         |
| 4  | Lào          | 3  | 0 | 0 | 3 | 0  | 13 | −13 | 0 |                         |

| Malaysia                   | 3–0 | Lào |
| -------------------------- | --- | --- |
| Safee 68', 87' · Putra 73' |     |     |

| Thái Lan                 | 2–0 | Việt Nam |
| ------------------------ | --- | -------- |
| Sutee 34' · Suchao 45+4' |     |          |

| Malaysia       | 2–3 | Việt Nam                                        |
| -------------- | --- | ----------------------------------------------- |
| Putra 20', 85' |     | Phạm Thành Lương 16' · Nguyễn Vũ Phong 72', 86' |

| Lào | 0–6 | Thái Lan                                                       |
| --- | --- | -------------------------------------------------------------- |
|     |     | Ronnachai 19' · Patiparn 30' · Arthit 40', 52' · Anon 79', 89' |

| Thái Lan                      | 3–0 | Malaysia |
| ----------------------------- | --- | -------- |
| Sutee 23' · Teerasil 46', 76' |     |          |

| Việt Nam                                                                                   | 4–0 | Lào |
| ------------------------------------------------------------------------------------------ | --- | --- |
| Nguyễn Việt Thắng 48' · Phạm Thành Lương 63' · Huỳnh Quang Thanh 66' · Phan Thanh Bình 80' |     |     |

## Vòng đấu loại trực tiếp
Trong vòng đấu loại trực tiếp, hiệp phụ (có áp dụng luật bàn thắng sân khách sau hiệp phụ) và loạt sút luân lưu sẽ được sử dụng để xác định đội thắng nếu cần thiết.

### Sơ đồ
|  | Bán kết   | Bán kết   | Bán kết  | Bán kết | Bán kết |   |          | Chung kết | Chung kết | Chung kết | Chung kết | Chung kết |
|  |           |           |          |         |         |   |          |           |           |           |           |           |
|  | Indonesia | Indonesia | 0        | 1       | 1       |   |          |           |           |           |           |           |
|  | Thái Lan  | Thái Lan  | 1        | 2       | 3       |   |          |           |           |           |           |           |
|  |           |           |          |         |         |   | Thái Lan | Thái Lan  | 1         | 1         | 2         |           |
|  |           | Việt Nam  | Việt Nam | 2       | 1       | 3 |          |           |           |           |           |           |
|  | Việt Nam  | Việt Nam  | 0        | 1       | 1       |   |          |           |           |           |           |           |
|  | Singapore | Singapore | 0        | 0       | 0       |   |          |           |           |           |           |           |

### Bán kết

#### Lượt đi
| Indonesia | 0–1      | Thái Lan    |
| --------- | -------- | ----------- |
|           | Chi tiết | Teerasil 6' |

| Việt Nam | 0–0      | Singapore |
| -------- | -------- | --------- |
|          | Chi tiết |           |

#### Lượt về
| Thái Lan                     | 2–1      | Indonesia |
| ---------------------------- | -------- | --------- |
| Winothai 73' · Ronnachai 89' | Chi tiết | Nova 9'   |

Thái Lan thắng với tổng tỉ số 3–1.
| Singapore | 0–1      | Việt Nam             |
| --------- | -------- | -------------------- |
|           | Chi tiết | Nguyễn Quang Hải 74' |

Việt Nam thắng với tổng tỉ số 1–0.

### Chung kết

#### Lượt đi
| Thái Lan      | 1–2      | Việt Nam                               |
| ------------- | -------- | -------------------------------------- |
| Ronnachai 75' | Chi tiết | Nguyễn Vũ Phong 40' · Lê Công Vinh 42' |

#### Lượt về
| Việt Nam           | 1–1      | Thái Lan     |
| ------------------ | -------- | ------------ |
| Lê Công Vinh 90+4' | Chi tiết | Teerasil 21' |

Việt Nam thắng với tổng tỉ số 3–2.

## Thống kê

### Giải thưởng
| Đội đoạt giải phong cách | Vua phá lưới                              | Thủ môn xuất sắc nhất |
| ------------------------ | ----------------------------------------- | --------------------- |
| Thái Lan                 | Teerasil Dangda Budi Sudarsono Agu Casmir | Dương Hồng Sơn        |

### Cầu thủ ghi bàn
Đã có 56 bàn thắng ghi được trong 18 trận đấu, trung bình 3.11 bàn thắng mỗi trận đấu.
4 bàn thắng
- Budi Sudarsono
- Agu Casmir
- Teerasil Dangda

3 bàn thắng
- Indra Putra Mahayuddin
- Ronnachai Rangsiyo
- Nguyễn Vũ Phong

2 bàn thắng
- Bambang Pamungkas
- Safee Sali
- Myo Min Tun
- Noh Alam Shah
- Anon Sangsanoi
- Arthit Sunthornpit
- Sutee Suksomkit
- Lê Công Vinh
- Phạm Thành Lương

1 bàn thắng
- Khim Borey
- Kouch Sokumpheak
- Firman Utina
- Nova Arianto
- Moe Win
- Ya Zar Win Thein
- Indra Sahdan Daud
- Fahrudin Mustafić
- Baihakki Khaizan
- Shi Jiayi
- Suchao Nuchnum
- Patiparn Phetphun
- Teerathep Winothai
- Nguyễn Việt Thắng
- Huỳnh Quang Thanh
- Phan Thanh Bình
- Nguyễn Quang Hải

### Bảng xếp hạng giải đấu
| VT                  | Đội       | ST | T | H | B | BT | BB | HS  | Đ  |
| ------------------- | --------- | -- | - | - | - | -- | -- | --- | -- |
| Chung kết           |           |    |   |   |   |    |    |     |    |
| 1                   | Việt Nam  | 7  | 4 | 2 | 1 | 11 | 6  | +5  | 14 |
| 2                   | Thái Lan  | 7  | 5 | 1 | 1 | 16 | 4  | +12 | 16 |
| Bán kết             |           |    |   |   |   |    |    |     |    |
| 3                   | Singapore | 5  | 3 | 1 | 1 | 10 | 2  | +8  | 10 |
| 4                   | Indonesia | 5  | 2 | 0 | 3 | 8  | 5  | +3  | 6  |
| Bị loại ở vòng bảng |           |    |   |   |   |    |    |     |    |
| 5                   | Malaysia  | 3  | 1 | 0 | 2 | 5  | 6  | −1  | 3  |
| 6                   | Myanmar   | 3  | 1 | 0 | 2 | 4  | 8  | −4  | 3  |
| 7                   | Campuchia | 3  | 0 | 0 | 3 | 2  | 12 | −10 | 0  |
| 8                   | Lào       | 3  | 0 | 0 | 3 | 0  | 13 | −13 | 0  |